# Rogelio Funes Mori
Rogelio Gabriel Funes Mori (Mendoza, 5 marzo 1991) è un calciatore argentino naturalizzato messicano, attaccante del León.
Nel 2012 è stato inserito nella lista dei migliori calciatori nati dopo il 1991 stilata da Don Balón.

## Biografia
Anche suo fratello gemello, Ramiro, è un calciatore. I due sono nati in Argentina, ma nel 2001 si sono trasferiti a Dallas, negli Stati Uniti.

## Caratteristiche tecniche
Di ruolo attaccante, è destro, forte nel gioco aereo e partecipa alla manovra della sua squadra.

## Carriera

### Club
Dopo avere vinto un reality show insieme al fratello Ramiro, fece il suo ingresso nel settore giovanile dell'FC Dallas.
Successivamente entrò a far parte delle divisioni inferiori del River Plate, con la cui maglia debuttò nel torneo di Apertura 2009, contro il Club Atlético Vélez Sarsfield, alla terzultima giornata: giocò anche le due partite rimanenti, riuscendo a realizzare la sua prima marcatura da professionista contro il Tigre. Nel seguente torneo Clausura non realizzò alcuna rete per quattordici incontri, salvo poi segnare tre reti in ventiquattro minuti contro il Racing al Cilindro de Avellaneda e un'altra contro il Tigre.
Nell'Apertura 2010/2011 dopo 3 giornate Funes Mori ha aiutato il River Plate a raggiungere la prima posizione a pari merito col Velez segnando 3 gol.
Nella stagione 2011/2012, con l'arrivo di Cavenaghi, cambia la maglia numero 9 con la numero 16 per decisione dell'allenatore.
Il 15 novembre 2012 viene segnalato nel bilancio del club (in seguito approvato), come ceduto al Napoli, per la somma di 5,7 milioni di euro. Non arrivano conferme dalla società in questione riguardo al suo acquisto a titolo definitivo.
Il 19 agosto 2013 si è trasferito al Benfica, firmando un contratto di cinque anni. Il 15 settembre debutta con goal nella Segunda Liga con la maglia della squadra B. Il 15 marzo realizza quattro goal contro lo Sporting Covilhã. Conclude la stagione con 13 reti in 17 presenze totali (5 delle quali con la prima squadra). Il 9 luglio 2014 passa in prestito con diritto di riscatto all'Eskisehirspor, squadra della massima serie turca. Conclude la stagione con 14 gol in 36 presenze.
Nel 2015 si trasferisce al Monterrey.

### Nazionale

#### Nazionale argentina
Il 24 aprile 2009 ricevette la convocazione per l'Argentina under 18, sua prima esperienza con una selezione nazionale, in occasione di un'amichevole, giocando la sua seconda e ultima partita a Chubut il 16 settembre.
Sergio Batista lo incluse dunque nella lista per il torneo di Punta del Este, ma l'allenatore del River Leonardo Astrada si oppose, poiché desiderava che il giocatore rimanesse nei ranghi per ultimare la preparazione. A partire dal 2010, però, Funes Mori viene regolarmente convocato nella selezione giovanile, con cui ha debuttato realizzando due gol.
Il 20 settembre 2012 ha debuttato in nazionale maggiore nella sfida persa 2-1 contro il Brasile.

#### Nazionale messicana
Quella è stata la sua unica apparizione con la massima selezione argentina in quanto, dopo avere ottenuto la cittadinanza messicana decide di rappresentare il Messico. Inizialmente non poteva rappresentare la selezione centroamericana, ma a seguito di un cambiamento delle regole FIFA nel 2020, ottenendo la sua prima chiamata nel giugno 2021. Il 3 luglio fa il suo esordio in occasione dell'amichevole vinta 4-0 contro la Nigeria, segnando pure un gol.

## Statistiche

### Presenze e reti nei club
Statistiche aggiornate al 5 maggio 2025.
| Stagione           | Squadra            | Campionato         | Campionato | Campionato | Coppe nazionali | Coppe nazionali | Coppe nazionali | Coppe continentali | Coppe continentali | Coppe continentali | Altro | Altro | Altro | Totale | Totale |
| Stagione           | Squadra            | Comp               | Pres       | Reti       | Comp            | Pres            | Reti            | Comp               | Pres               | Reti               | Comp  | Pres  | Reti  | Pres   | Reti   |
| ------------------ | ------------------ | ------------------ | ---------- | ---------- | --------------- | --------------- | --------------- | ------------------ | ------------------ | ------------------ | ----- | ----- | ----- | ------ | ------ |
| 2009-2010          | River Plate        | PD                 | 19         | 5          | -               | -               | -               | -                  | -                  | -                  | -     | -     | -     | 19     | 5      |
| 2010-2011          | River Plate        | PD                 | 26         | 4          | -               | -               | -               | -                  | -                  | -                  | -     | -     | -     | 26     | 4      |
| 2011-2012          | River Plate        | PBN                | 22         | 4          | CA              | 5               | 2               | -                  | -                  | -                  | -     | -     | -     | 28     | 6      |
| 2012-2013          | River Plate        | PD                 | 32         | 7          | -               | -               | -               | -                  | -                  | -                  | -     | -     | -     | 32     | 7      |
| Totale River Plate | Totale River Plate | Totale River Plate | 99         | 20         |                 | 5               | 2               |                    | 0                  | 0                  |       | -     | -     | 104    | 22     |
| 2013-gen. 2014     | Benfica B          | SL                 | 12         | 13         | -               | -               | -               | -                  | -                  | -                  | -     | -     | -     | 12     | 13     |
| gen.-giu. 2014     | Benfica            | PL                 | 2          | 0          | CP              | 3               | 0               | UCL+UEL            | 0+0                | 0+0                | -     | -     | -     | 5      | 0      |
| 2014-2015          | Eskişehirspor      | SL                 | 29         | 8          | TK              | 7               | 6               | -                  | -                  | -                  | -     | -     | -     | 36     | 14     |
| 2015-2016          | Monterrey          | PD                 | 36         | 20         | CM              | 8               | 5               | -                  | -                  | -                  | -     | -     | -     | 44     | 25     |
| 2016-2017          | Monterrey          | PD                 | 33         | 15         | CM              | 6               | 7               | CCL                | 2                  | 0                  | -     | -     | -     | 41     | 22     |
| 2017-2018          | Monterrey          | PD                 | 32         | 17         | CM              | 8               | 2               | -                  | -                  | -                  | -     | -     | -     | 40     | 19     |
| 2018-2019          | Monterrey          | PD                 | 31         | 16         | CM              | 5               | 2               | CCL                | 7                  | 2                  | -     | -     | -     | 43     | 20     |
| 2019-2020          | Monterrey          | PD                 | 30         | 15         | CM              | 6               | 3               | -                  | -                  | -                  | Cmc   | 3     | 2     | 39     | 20     |
| 2020-2021          | Monterrey          | PD                 | 34         | 15         | -               | -               | -               | CCL                | 6                  | 3                  | -     | -     | -     | 38     | 15     |
| 2021-2022          | Monterrey          | PD                 | 24         | 9          | -               | -               | -               | -                  | -                  | -                  | Cmc   | 2     | 1     | 26     | 10     |
| 2022-2023          | Monterrey          | PD                 | 31         | 18         | -               | -               | -               | -                  | -                  | -                  | -     | -     | -     | 31     | 18     |
| 2023-gen. 2024     | Monterrey          | PD                 | 17         | 7          | -               | -               | -               | -                  | -                  | -                  | LC    | 7     | 1     | 24     | 8      |
| Totale Monterrey   | Totale Monterrey   | Totale Monterrey   | 268        | 132        |                 | 33              | 19              |                    | 15                 | 5                  |       | 12    | 4     | 328    | 160    |
| gen.-giu. 2024     | Pumas UNAM         | PD                 | 12         | 1          | -               | -               | -               | -                  | -                  | -                  | -     | -     | -     | 12     | 1      |
| 2024-2025          | Pumas UNAM         | PD                 | 32         | 1          | -               | -               | -               | CCC                | 5                  | 1                  | LC    | 4     | 1     | 41     | 3      |
| Totale Pumas       | Totale Pumas       | Totale Pumas       | 44         | 2          |                 | -               | -               |                    | 5                  | 1                  |       | 4     | 1     | 53     | 4      |
| 2025-2026          | León               | PD                 | -          | -          |                 | -               | -               |                    | -                  | -                  |       | -     | -     | -      | -      |
| Totale carriera    | Totale carriera    | Totale carriera    | 459        | 175        |                 | 48              | 27              |                    | 20                 | 6                  |       | 16    | 5     | 543    | 213    |

### Cronologia presenze e reti in nazionale

#### Argentina
| Cronologia completa delle presenze e delle reti in nazionale ― Argentina | Cronologia completa delle presenze e delle reti in nazionale ― Argentina | Cronologia completa delle presenze e delle reti in nazionale ― Argentina | Cronologia completa delle presenze e delle reti in nazionale ― Argentina | Cronologia completa delle presenze e delle reti in nazionale ― Argentina | Cronologia completa delle presenze e delle reti in nazionale ― Argentina | Cronologia completa delle presenze e delle reti in nazionale ― Argentina | Cronologia completa delle presenze e delle reti in nazionale ― Argentina |
| Data                                                                     | Città                                                                    | In casa                                                                  | Risultato                                                                | Ospiti                                                                   | Competizione                                                             | Reti                                                                     | Note                                                                     |
| ------------------------------------------------------------------------ | ------------------------------------------------------------------------ | ------------------------------------------------------------------------ | ------------------------------------------------------------------------ | ------------------------------------------------------------------------ | ------------------------------------------------------------------------ | ------------------------------------------------------------------------ | ------------------------------------------------------------------------ |
| 20-9-2012                                                                | Goiânia                                                                  | Brasile                                                                  | 2 – 1                                                                    | Argentina                                                                | Amichevole                                                               | -                                                                        | 76’                                                                      |
| Totale                                                                   |                                                                          | Presenze                                                                 | 1                                                                        |                                                                          | Reti                                                                     | 0                                                                        |                                                                          |

#### Messico
| Cronologia completa delle presenze e delle reti in nazionale ― Messico | Cronologia completa delle presenze e delle reti in nazionale ― Messico | Cronologia completa delle presenze e delle reti in nazionale ― Messico | Cronologia completa delle presenze e delle reti in nazionale ― Messico | Cronologia completa delle presenze e delle reti in nazionale ― Messico | Cronologia completa delle presenze e delle reti in nazionale ― Messico | Cronologia completa delle presenze e delle reti in nazionale ― Messico | Cronologia completa delle presenze e delle reti in nazionale ― Messico |
| Data                                                                   | Città                                                                  | In casa                                                                | Risultato                                                              | Ospiti                                                                 | Competizione                                                           | Reti                                                                   | Note                                                                   |
| ---------------------------------------------------------------------- | ---------------------------------------------------------------------- | ---------------------------------------------------------------------- | ---------------------------------------------------------------------- | ---------------------------------------------------------------------- | ---------------------------------------------------------------------- | ---------------------------------------------------------------------- | ---------------------------------------------------------------------- |
| 3-7-2021                                                               | Los Angeles                                                            | Messico                                                                | 4 – 0                                                                  | Nigeria                                                                | Amichevole                                                             | 1                                                                      | 66’                                                                    |
| 10-7-2021                                                              | Arlington                                                              | Messico                                                                | 0 – 0                                                                  | Trinidad e Tobago                                                      | Gold Cup 2021 - 1º turno                                               | -                                                                      |                                                                        |
| 15-7-2021                                                              | Dallas                                                                 | Guatemala                                                              | 0 – 3                                                                  | Messico                                                                | Gold Cup 2021 - 1º turno                                               | 2                                                                      | 83’                                                                    |
| 19-7-2021                                                              | Dallas                                                                 | Messico                                                                | 1 – 0                                                                  | El Salvador                                                            | Gold Cup 2021 - 1º turno                                               | -                                                                      | 76’                                                                    |
| 25-7-2021                                                              | Glendale                                                               | Messico                                                                | 3 – 0                                                                  | Honduras                                                               | Gold Cup 2021 - Quarti di finale                                       | 1                                                                      | 85’                                                                    |
| 30-7-2021                                                              | Houston                                                                | Messico                                                                | 2 – 1                                                                  | Canada                                                                 | Gold Cup 2021 - Semifinale                                             | -                                                                      |                                                                        |
| 2-8-2021                                                               | Paradise                                                               | Stati Uniti                                                            | 1 – 0                                                                  | Messico                                                                | Gold Cup 2021 - Finale                                                 | -                                                                      | 105’                                                                   |
| 2-9-2021                                                               | Città del Messico                                                      | Messico                                                                | 2 – 1                                                                  | Giamaica                                                               | Qual. Mondiali 2022                                                    | -                                                                      | 90+2’                                                                  |
| 5-9-2021                                                               | San José                                                               | Costa Rica                                                             | 0 – 1                                                                  | Messico                                                                | Qual. Mondiali 2022                                                    | -                                                                      | 71’                                                                    |
| 8-9-2021                                                               | Panama                                                                 | Panama                                                                 | 1 – 1                                                                  | Messico                                                                | Qual. Mondiali 2022                                                    | -                                                                      | 46’                                                                    |
| 10-10-2021                                                             | Città del Messico                                                      | Messico                                                                | 3 – 0                                                                  | Honduras                                                               | Qual. Mondiali 2022                                                    | 1                                                                      | 66’                                                                    |
| 13-10-2021                                                             | San Salvador                                                           | El Salvador                                                            | 0 – 2                                                                  | Messico                                                                | Qual. Mondiali 2022                                                    | -                                                                      | 63’                                                                    |
| 12-11-2021                                                             | Cincinnati                                                             | Stati Uniti                                                            | 2 – 0                                                                  | Messico                                                                | Qual. Mondiali 2022                                                    | -                                                                      | 83’                                                                    |
| 27-1-2022                                                              | Kingston                                                               | Giamaica                                                               | 1 – 2                                                                  | Messico                                                                | Qual. Mondiali 2022                                                    | -                                                                      | 71’                                                                    |
| 30-1-2022                                                              | Città del Messico                                                      | Messico                                                                | 0 – 0                                                                  | Costa Rica                                                             | Qual. Mondiali 2022                                                    | -                                                                      | 62’                                                                    |
| 9-11-2022                                                              | Girona                                                                 | Messico                                                                | 4 – 0                                                                  | Iraq                                                                   | Amichevole                                                             | 1                                                                      | 46’                                                                    |
| 30-11-2022                                                             | Lusail                                                                 | Arabia Saudita                                                         | 1 – 2                                                                  | Messico                                                                | Mondiali 2022 - 1º turno                                               | -                                                                      | 86’                                                                    |
| Totale                                                                 |                                                                        | Presenze                                                               | 17                                                                     |                                                                        | Reti                                                                   | 6                                                                      |                                                                        |

## Palmarès

### CLub

#### Competizioni nazionali
- Campionato portoghese: 1

Benfica: 2013-2014
- Coppa del Portogallo: 1

Benfica: 2013-2014
- Coppa di Lega portoghese: 1

Benfica: 2013-2014
- Coppa del Messico: 1

Monterrey: Apertura 2017
- Campionato messicano: 1

Montelrrey: Apertura 2019

#### Competizioni internazionali
- CONCACAF Champions League: 2

Monterrey: 2019, 2021

### Individuale
- Miglior giocatore della CONCACAF Champions League: 1

2021
- Squadra della stagione della CONCACAF Champions League: 1

2021